# Thetidia undulilinea
Thetidia undulilinea är en fjärilsart som beskrevs av W. Warren 1905. Thetidia undulilinea ingår i släktet Thetidia och familjen mätare. Inga underarter finns listade i Catalogue of Life.